# Harha
Harha és un poble d'Uttar Pradesh, districte d'Unao, a uns 12 km al sud d'Unao 26° 25′ 20″ N, 80° 34′ 00″ E / 26.42222°N,80.56667°E. La població tenia 5.440 habitants el 1869 i el 1881 ja havia baixat a 4.847. Avui és poc important.
Antigament era la vila de Shaikapur que pertanyia als ahirs. El cap del poble es va enfrontar al cap dels Lodh que governaven a la veïna vila de Indrapur, i els Lodh es van erigir en triomfadors i van ocupar la ciutat que van canviar de nom a Harha, en temps de Mahmud de Gazni, vers el començament del segle xi. La ciutat i rodalia va formar en temps dels mogols la pargana d'Harha que fou possessió de la família Lodh, que en fou expulsada per un membre de la família Kayasth anomenat Chaturbhuj Das, agent del raja Jai Chand de Kanauj, que així va adquirir el territori i va fundar 75 nous poblets. La dinastia de rages de Kanauj va entrar en decadència i al final del segle xix només governava sobre dos pobles dels 117 de la pargana.